# Cuzion
Cuzion és un municipi francès, situat al departament de l'Indre i a la regió de Centre – Vall del Loira. L'any 2007 tenia 461 habitants.

## Demografia

### Població
El 2007 la població de fet de Cuzion era de 461 persones. Hi havia 239 famílies, de les quals 88 eren unipersonals (40 homes vivint sols i 48 dones vivint soles), 95 parelles sense fills, 32 parelles amb fills i 24 famílies monoparentals amb fills.
La població ha evolucionat segons el següent gràfic:
Habitants censats

### Habitatges
El 2007 hi havia 482 habitatges, 241 eren l'habitatge principal de la família, 212 eren segones residències i 29 estaven desocupats. 474 eren cases i 5 eren apartaments. Dels 241 habitatges principals, 196 estaven ocupats pels seus propietaris, 37 estaven llogats i ocupats pels llogaters i 8 estaven cedits a títol gratuït; 1 tenia una cambra, 11 en tenien dues, 47 en tenien tres, 80 en tenien quatre i 102 en tenien cinc o més. 206 habitatges disposaven pel capbaix d'una plaça de pàrquing. A 123 habitatges hi havia un automòbil i a 87 n'hi havia dos o més.

### Piràmide de població
La piràmide de població per edats i sexe el 2009 era:
| Homes | Edats   | Dones |
| ----- | ------- | ----- |
| 0     | 95 o +  | 0     |
| 8     | 90 a 94 | 0     |
| 0     | 85 a 89 | 20    |
| 12    | 80 a 84 | 4     |
| 20    | 75 a 79 | 36    |
| 16    | 70 a 74 | 28    |
| 28    | 65 a 69 | 24    |
| 24    | 60 a 64 | 24    |
| 8     | 55 a 59 | 4     |
| 12    | 50 a 54 | 16    |
| 28    | 45 a 49 | 4     |
| 12    | 40 a 44 | 24    |
| 12    | 35 a 39 | 16    |
| 8     | 30 a 34 | 4     |
| 8     | 25 a 29 | 8     |
| 4     | 20 a 24 | 12    |
| 4     | 15 a 19 | 8     |
| 8     | 10 a 14 | 24    |
| 4     | 5 a 9   | 0     |
| 0     | 0 a 4   | 12    |

## Economia
El 2007 la població en edat de treballar era de 238 persones, 157 eren actives i 81 eren inactives. De les 157 persones actives 133 estaven ocupades (75 homes i 58 dones) i 24 estaven aturades (12 homes i 12 dones). De les 81 persones inactives 46 estaven jubilades, 8 estaven estudiant i 27 estaven classificades com a «altres inactius».

### Ingressos
El 2009 a Cuzion hi havia 244 unitats fiscals que integraven 447 persones, la mediana anual d'ingressos fiscals per persona era de 16.178 €.

### Activitats econòmiques
Dels 25 establiments que hi havia el 2007, 8 eren d'empreses extractives, 4 d'empreses de construcció, 3 d'empreses de comerç i reparació d'automòbils, 2 d'empreses de transport, 1 d'una empresa d'hostatgeria i restauració, 1 d'una empresa d'informació i comunicació, 3 d'empreses de serveis, 1 d'una entitat de l'administració pública i 2 d'empreses classificades com a «altres activitats de serveis».
Dels 5 establiments de servei als particulars que hi havia el 2009, 1 era una oficina de correu, 1 taller de reparació d'automòbils i de material agrícola, 1 guixaire pintor, 1 fusteria i 1 electricista.
L'únic establiment comercial que hi havia el 2009 era una fleca.
L'any 2000 a Cuzion hi havia 13 explotacions agrícoles.

## Equipaments sanitaris i escolars
El 2009 hi havia una escola elemental integrada dins d'un grup escolar amb les comunes properes formant una escola dispersa.

## Poblacions més properes
El següent diagrama mostra les poblacions més properes.